# Luc Bovens
Luc Bovens is een Belgisch hoogleraar filosofie aan de Universiteit van North Carolina te Chapel Hill. Bovens is een voormalig redacteur van Economics and Philosophy. Zijn voornaamste onderzoeksgebieden zijn morele en politieke filosofie, filosofie van de economie, filosofie van het overheidsbeleid, bayesiaanse epistemologie, rationele keuzetheorie, en stemmentheorie. Hij heeft ook werk gepubliceerd, van enige controverse voor de antiabortusbeweging, over kwesties met betrekking tot abortus en natuurlijke gezinsplanning methoden van anticonceptie.

## Biografie
Bovens bezocht de Katholieke Universiteit Leuven in België, waar hij sociale wetenschappen studeerde, voordat hij naar de Universiteit van Minnesota, Minneapolis, verhuisde. Hier voltooide hij een MA in sociologie, een MA in filosofie en een doctoraat in filosofie in 1990.
Hij was onderzoeksassistent bij het Nationaal Fonds voor Wetenschappelijk Onderzoek in België, voordat hij in 1990 een hoogleraarschap kreeg bij de afdeling filosofie van de Universiteit van Colorado in Boulder.
Bovens was van 2002 tot 2005 directeur van de onderzoeksgroep Philosophy, Probability and Modeling (PPM) met Stephan Hartmann aan de Universiteit van Konstanz, Duitsland, en redacteur van Economics and Philosophy van 2002 tot 2007.
Hij was hoogleraar in en hoofd van de afdeling Filosofie, Logica en Wetenschappelijke Methode aan de London School of Economics 2004 tot en met 2017.  In 2018 trad Bovens toe tot de afdeling Filosofie van de Universiteit van North Carolina te Chapel Hill als hoogleraar, en kernlid van het Philosophy, Politics & Economics (PPE) Program.

## Selecteer bibliografie

### Boeken
- Bayesian Epistemology, Oxford: Oxford University Press, 2003 (met Stephan Hartmann)
- Nancy Cartwright’s Philosophy of Science, Routledge, 2007 (gewijzigd met Stephan Hartmann en Carl Hoefer)

### Artikels
- "The Rhythm Method and Embryonic Death", Journal of Medical Ethics, 32 (2006), pp. 355-56.